# Fumana ericoides
Fumana ericoides là một loài thực vật có hoa trong họ Nham mân khôi. Loài này được (Cav.) Gand. mô tả khoa học đầu tiên năm 1883.

## Hình ảnh

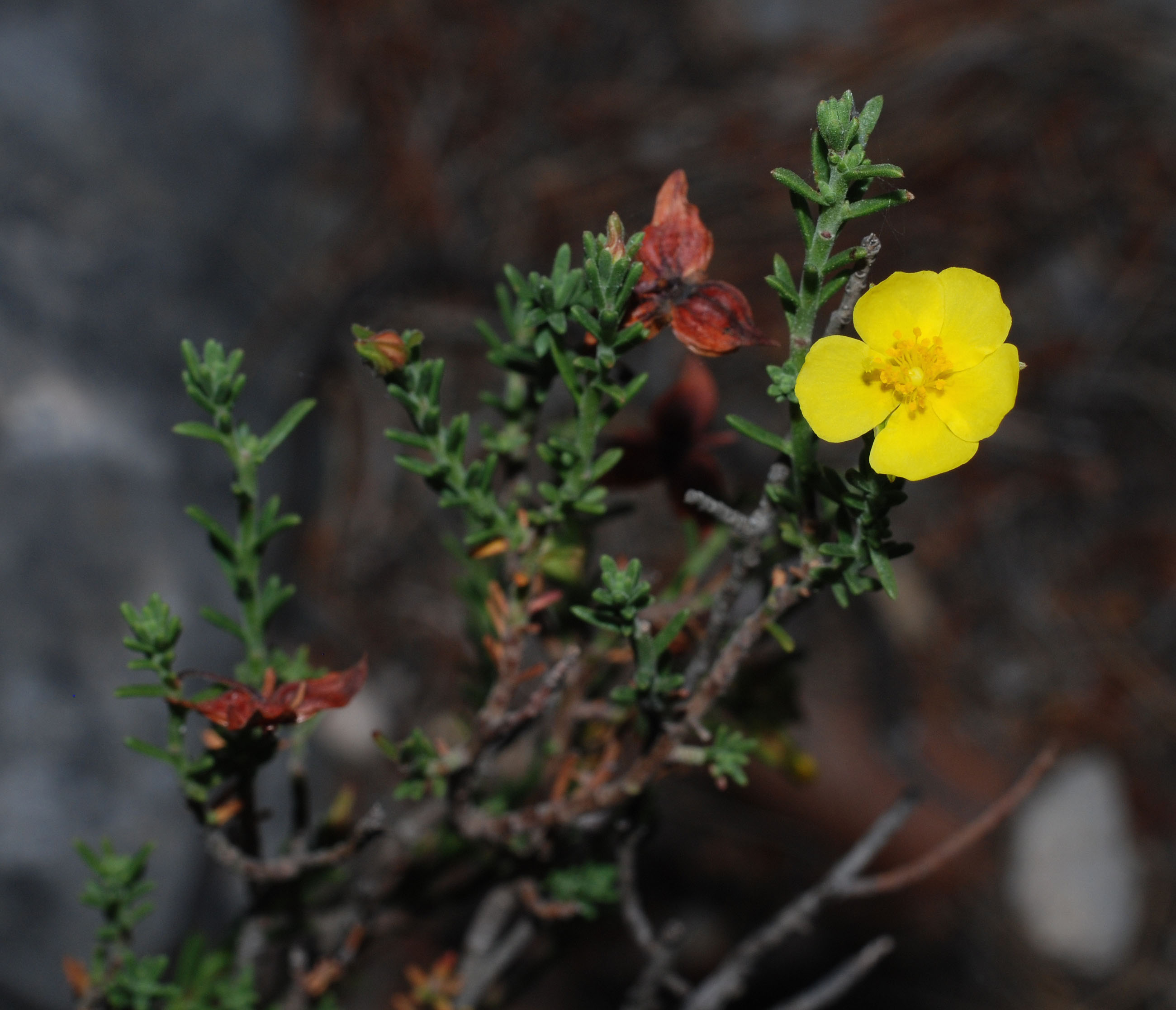
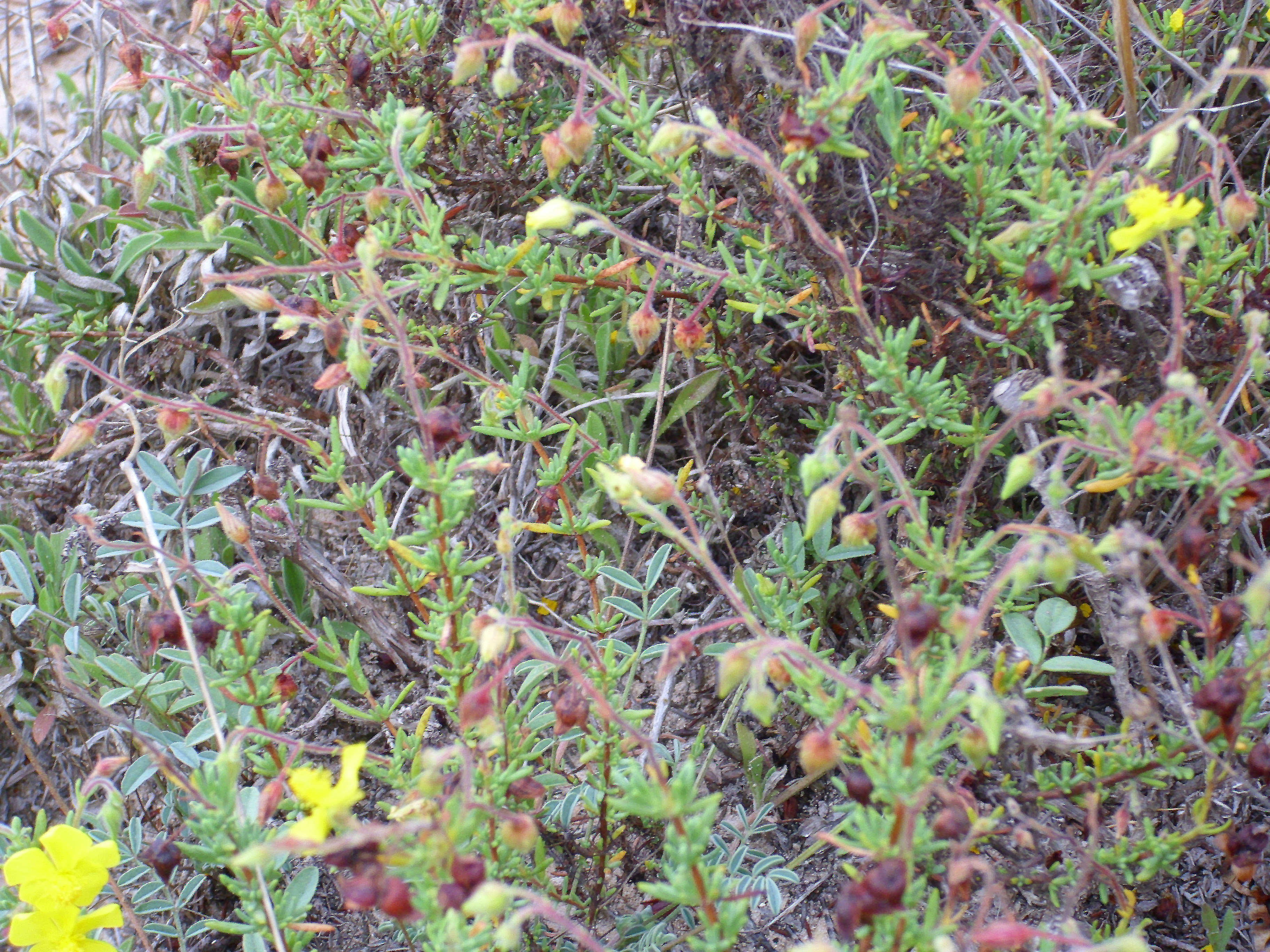